# Menhir von Lecarrowkilleen
Der Menhir von Lecarrowkilleen (lokal The Long Stone oder irisch Lia Lugha genannt) befindet sich am Nordgiebel eines kleinen Häuschens im Townland Lecarrowkilleen (irisch Leithcheathrú an Chillín) in The Neale (irisch An Eill) westlich der Straße R345, nordöstlich von Cong, unweit der Steinkreise von Glebe im County Mayo in Irland. Das Häuschen findet sich vor dem Abzweig nach Cong.
Der „lange Stein“ ist nur 1,1 m hoch, 0,45 m breit und 0,15 m dick. Obwohl der Stein klein ist, spielt er eine Rolle in der irischen Mythologie. Er soll die Grabstätte des Armes von Lugh Lámhfhada (Lugh mit der Langen Hand) markieren, den er in der ersten Schlacht von Moytirra zwischen den Túatha Dé Danann und den Fir Bolg verlor und der hier begraben wurde. Lugh war der Sohn von Nuada, König der Túatha Dé Danann, der in der zweiten Schlacht von Moytirra im heutigen County Sligo getötet wurde. Nuada soll unter dem Labby Rock begraben sein.